# Ed Bradley (giornalista)
Edward Rudolph Bradley Jr., detto Ed (Filadelfia, 22 giugno 1941 – New York, 9 novembre 2006), è stato un giornalista statunitense, conosciuto principalmente per i suoi 26 anni di lavoro al programma televisivo statunitense della CBS, 60 Minutes.
Ha riferito di circa 500 storie e ha vinto numerosi premi Peabody ed Emmy per il suo lavoro che ha coperto una vasta gamma di argomenti, tra cui il salvataggio dei rifugiati vietnamiti, la segregazione negli Stati Uniti, l'epidemia di AIDS in Africa e abusi sessuali all'interno della Chiesa cattolica.

## Biografia
Bradley è nato nel giugno 1941 a Filadelfia, in Pennsylvania. I suoi genitori hanno divorziato quando Bradley era giovane; è stato così cresciuto da sua madre, Gladys Gaston Bradley, in una famiglia povera, e ha trascorso le estati con suo padre a Detroit. Ha frequentato il liceo presso la Mount Saint Charles Academy nel Rhode Island e la Saint Thomas More Catholic Boys School di Filadelfia, diplomandosi nel 1959. Ha conseguito un Bachelor of Science in Education dal Cheyney State College nel 1964. Mentre era a Cheyney State, Bradley ha giocato per la squadra di football della scuola.

## Carriera

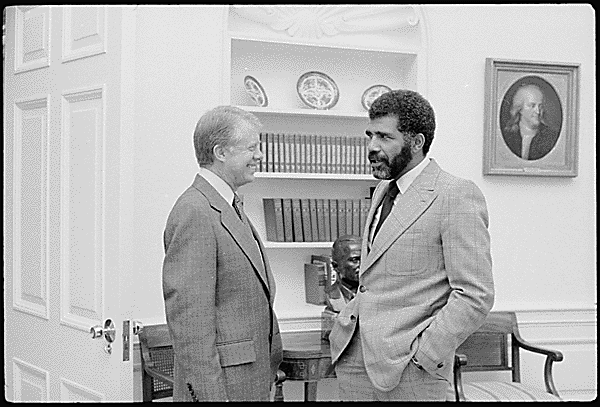
Il presidente degli Stati Uniti Jimmy Carter con Ed Bradley, inviato alla Casa Bianca nel 1978

Nel corso della sua carriera ha anche ricoperto il ruolo di inviato durante la caduta di Saigon, è stato inoltre il primo afroamericano a ricoprire il ruolo di corrispondente dalla Casa Bianca, ha inoltre avuto il proprio telegiornale, il CBS Sunday Night News with Ed Bradley. Ha ricevuto numerosi riconoscimenti per il suo lavoro tra cui il Peabody Award e 19 Emmy Award.
Nella sua carriera a 60 Minutes ha raccontato più di 500 storie, che coprono quasi ogni possibile tipo di notizie che spaziavano da segmenti sulla guerra, alla politica, la povertà e la corruzione a pezzi biografici più leggeri o storie di sport, musica e cucina. Tra gli altri, ha intervistato: Laurence Olivier, il subcomandante Marcos, Mick Jagger, Michael Jordan, oltre a condurre la prima intervista televisiva di Bob Dylan in 20 anni e la prima intervista rilasciata da Michael Jackson nel 2003 subito dopo le accuse e l'arresto che avrebbero condotto il cantante a processo nei due anni seguenti.

## Premi e onorificenze
- 19 Emmy Award
- 1 Peabody Award
- Robert F. Kennedy Journalism Award
- 1979: George Polk Award
- 2000: Paul White Award
- 2005: Lifetime Achievement Award dal National Association of Black Journalists
- 2007: 66th annual George Foster Peabody award (postumo)
- 2007: Indotto nella Broadcast Pioneers of Philadelphia Hall of Fame (postumo)